# کاستل (روستا)
کاستل (به بلغاری: Kastel) یک منطقهٔ مسکونی در بلغارستان است که در سولیوو واقع شده‌است.